# Bobsleigh nos Jogos Olímpicos de Inverno de 2018 - Duplas masculinas
A competição de duplas masculinas do bobsleigh nos Jogos Olímpicos de Inverno de 2018 foi disputada no Centro de Deslizamento Olímpico, em Daegwallyeong-myeon, Pyeongchang, entre 18 e 19 de fevereiro.

## Medalhistas
| Ouro   | CAN Justin Kripps / Alexander Kopacz GER Francesco Friedrich / Thorsten Margis |
| Bronze | LAT Oskars Melbārdis / Jānis Strenga                                           |

## Resultados
| Pos.              | Bib | País                                                               | 1ª descida | 2ª descida | 3ª descida | 4ª descida | Total   | Diferença |
| ----------------- | --- | ------------------------------------------------------------------ | ---------- | ---------- | ---------- | ---------- | ------- | --------- |
| Medalha de ouro   | 6   | CAN Canadá Justin Kripps Alexander Kopacz                          | 49.10      | 49.39      | 49.09      | 49.28      | 3:16.86 | –         |
| Medalha de ouro   | 7   | GER Alemanha Francesco Friedrich Thorsten Margis                   | 49.22      | 49.46      | 48.96      | 49.22      | 3:16.86 | –         |
| Medalha de bronze | 13  | LAT Letônia Oskars Melbārdis Jānis Strenga                         | 49.08      | 49.54      | 49.08      | 49.21      | 3:16.91 | +0.05     |
| 4                 | 11  | GER Alemanha Nico Walther Christian Poser                          | 49.12      | 49.27      | 49.32      | 49.35      | 3:17.06 | +0.20     |
| 5                 | 10  | GER Alemanha Johannes Lochner Christopher Weber                    | 49.24      | 49.34      | 49.09      | 49.47      | 3:17.14 | +0.28     |
| 6                 | 30  | KOR Coreia do Sul Won Yun-jong Seo Young-woo                       | 49.50      | 49.39      | 49.15      | 49.36      | 3:17.40 | +0.54     |
| 7                 | 14  | CAN Canadá Nick Poloniato Jesse Lumsden                            | 49.48      | 49.48      | 49.33      | 49.45      | 3:17.74 | +0.88     |
| 8                 | 15  | AUT Áustria Benjamin Maier Markus Sammer                           | 49.41      | 49.47      | 49.32      | 49.56      | 3:17.76 | +0.90     |
| 9                 | 9   | LAT Letônia Oskars Ķibermanis Matīss Miknis                        | 49.21      | 49.57      | 49.32      | 49.70      | 3:17.80 | +0.94     |
| 10                | 8   | CAN Canadá Christopher Spring Lascelles Brown                      | 49.38      | 49.58      | 49.56      | 49.72      | 3:18.24 | +1.38     |
| 11                | 12  | SUI Suíça Rico Peter Simon Friedli                                 | 49.72      | 49.53      | 49.52      | 49.49      | 3:18.26 | +1.40     |
| 12                | 2   | GBR Grã-Bretanha Brad Hall Joel Fearon                             | 49.37      | 49.50      | 49.67      | 49.80      | 3:18.34 | +1.48     |
| 13                | 23  | FRA França Romain Heinrich Dorian Hauterville                      | 49.74      | 49.73      | 49.55      | 49.46      | 3:18.48 | +1.62     |
| 14                | 19  | USA Estados Unidos Justin Olsen Evan Weinstock                     | 49.66      | 49.55      | 49.53      | 49.80      | 3:18.54 | +1.68     |
| 15                | 24  | AUT Áustria Markus Treichl Kilian Walch                            | 49.67      | 49.67      | 49.56      | 49.66      | 3:18.56 | +1.70     |
| 16                | 17  | SUI Suíça Clemens Bracher Michael Kuonen                           | 49.73      | 49.90      | 49.64      | 49.56      | 3:18.83 | +1.97     |
| 17                | 21  | CZE República Checa Dominik Dvořák Jakub Nosek                     | 49.70      | 49.63      | 49.67      | 49.86      | 3:18.86 | +2.00     |
| 18                | 26  | ROU Romênia Mihai Cristian Tentea Nicolae Ciprian Daroczi          | 49.69      | 49.72      | 49.93      | 49.64      | 3:18:98 | +2.12     |
| 19                | 25  | MON Mônaco Rudy Rinaldi Boris Vain                                 | 49.85      | 49.69      | 49.68      | 49.80      | 3:19.02 | +2.16     |
| 20                | 18  | OAR Atletas Olímpicos da Rússia Alexey Stulnev Vasiliy Kondratenko | 49.77      | 49.99      | 49.74      | 49.87      | 3:19.37 | +2.51     |
| 21                | 16  | USA Estados Unidos Nick Cunningham Hakeem Abdul-Saboor             | 49.96      | 50.11      | 49.62      | —          | 2:29.69 | —         |
| 22                | 3   | AUS Austrália Lucas Mata David Mari                                | 49.88      | 50.04      | 49.87      | —          | 2:29.79 | —         |
| 23                | 29  | CZE República Checa Jan Vrba Jakub Havlín                          | 49.93      | 50.07      | 49.86      | —          | 2:29.86 | —         |
| 24                | 22  | POL Polônia Mateusz Luty Krzysztof Tylkowski                       | 49.87      | 50.10      | 49.92      | —          | 2:29.89 | —         |
| 25                | 20  | USA Estados Unidos Codie Bascue Sam McGuffie                       | 50.03      | 50.16      | 49.90      | —          | 2:30.09 | —         |
| 26                | 27  | CHN China Li Chunjian Wang Sidong                                  | 50.13      | 50.21      | 50.15      | —          | 2:30.49 | —         |
| 27                | 1   | BRA Brasil Édson Bindilatti Edson Martins                          | 50.14      | 50.22      | 50.35      | —          | 2:30.71 | —         |
| 28                | 5   | OAR Atletas Olímpicos da Rússia Maxim Andrianov Yuri Selikhov      | 50.27      | 50.58      | 49.98      | —          | 2:30.83 | —         |
| 29                | 28  | CHN China Jin Jian Shi Hao                                         | 50.47      | 50.17      | 50.33      | —          | 2:30.97 | —         |
| 30                | 4   | CRO Croácia Dražen Silić Benedikt Nikpalj                          | 50.76      | 50.91      | 50.99      | —          | 2:32.66 | —         |

Legenda
| Recorde mundial      | Recorde mundial (World record)               |                       | Recorde africano                      | Recorde africano (African) |                                           | Q | Classificado por posição (Qualified) |
| Recorde olímpico     | Recorde olímpico (Olympic record)            | Recorde da América    | Recorde da América (Americas)         | q                          | Classificado por melhor tempo (Qualified) |   |                                      |
| Recorde de pista     | Recorde da pista (Track record)              | Recorde asiático      | Recorde asiático (Asian)              | DNS                        | Não largou (Did not start)                |   |                                      |
| Recorde nacional     | Recorde nacional (National record)           | Recorde europeu       | Recorde europeu (European)            | DNF                        | Não terminou (Did not finish)             |   |                                      |
| Recorde pessoal      | Recorde pessoal do atleta (Personal best)    | Recorde da Oceania    | Recorde da Oceania (Oceania)          | DSQ / DQ                   | Desclassificado (Disqualified)            |   |                                      |
| Recorde da temporada | Recorde da temporada do atleta (Season best) | Recorde sul-americano | Recorde sul-americano (South America) | NM                         | Sem marca (No mark)                       |   |                                      |